# 스테반 요베티치
스테반 요베티치(세르보크로아트어: Stevan Jovetić, 1989년 11월 2일 ~ )는 몬테네그로 출신의 축구 선수로 현재 그리스 수페르리가 엘라다의 올림피아코스에서 뛰고 있다.
요베티치는 2006년 4월 8일 16세의 나이로 FK 파르티잔에서 데뷔했다. 그는 2007년 8월 2일 17세의 나이로 첫 해트트릭을 달성해 맨체스터 유나이티드 FC, 레알 마드리드 CF와 같은 빅클럽에서 관심을 보이기 시작했다. 2008년 1월에 그는 FK 파르티잔의 주장이 되었다.
2008년 5월 10일 그는 800만 유로의 가격에 ACF 피오렌티나로 이적했고, 2009년 4월 5일 첫 골을 넣었다. 2009-10시즌엔 스포르팅 리스본전에서 골을 넣어 팀이 UEFA 챔피언스리그의 조별 리그에 진출할 수 있도록 했다. 2009년 9월 29일 열린 리버풀 FC와의 챔피언스리그 경기에서 2골을 넣어 팀의 2-0 승리를 장식했다.
다음 시즌인 2010년 3월 9일 FC 바이에른 뮌헨 전에서도 두 골을 기록하였으나, 팀은 원정 골 규칙으로 탈락하였다.
이러한 활약을 바탕으로 2200만 파운드에 맨체스터 시티 FC로 이적하였다. 그러나 팀에서 불의의 부상과 다른 선수들에게 밀려 인테르나치오날레 밀라노에 임대이적했다.
그는 몬테네그로 축구 국가대표팀의 일원으로서 활약하고 있는데, 46경기에 나와 23골을 넣었다.